# Лонгселе
Лонгселе (на шведски: Långsele) е малък град в лен Вестернорланд, източна Швеция, община Солефтео. Разположен е около река Онгерманелвен. Намира се на около 100 km на северозапад от главния град на лена Сундсвал и на около 440 km на северозапад от столицата Стокхолм. Има жп гара. Населението на града е 1685 жители, по приблизителна оценка от декември 2017 г.